# Poof
Poof ist ein Jazzalbum von Henry Threadgill. Die um 2020 entstandenen Aufnahmen erschienen am 24. September 2021 auf Pi Recordings.

## Hintergrund
Mit dem Album Poof setzte Threadgill seine Arbeit mit seinem Quintett/Sextett Zooid for. Zuletzt hatte er 2015 mit Zooid das Album In for a Penny, In for a Pound vorgelegt. In ähnlicher Besetzung spielte Henry Threadgill (Altsaxophon, Flöte, Bassflöte) mit Liberty Ellman (akustische Gitarre), José Davila (Tuba, Posaune), Christopher Hoffman (Cello) und Elliot Humberto Kavee (Schlagzeug). Das Album sei eine Sammlung von Kompositionen, die Threadgill als Sonaten oder Konzerte bezeichne, notierte Mat Micucci: „Come and Go“ für Saxophon und Cello; „Poof“ für Saxophon und Gitarre; „Beneath the Bottom“ für Posaune; „Happenstance“ für Flöte und Schlagzeug; und „Now and Then“ für Tuba und Gitarre.

## Titelliste
- Henry Threadgill: Poof (Pi)

1. Come and Go
2. Poof
3. Beneath the Bottom
4. Happenstance
5. Now and Then

Die Kompositionen stammen von Henry Threadgill.

## Rezeption

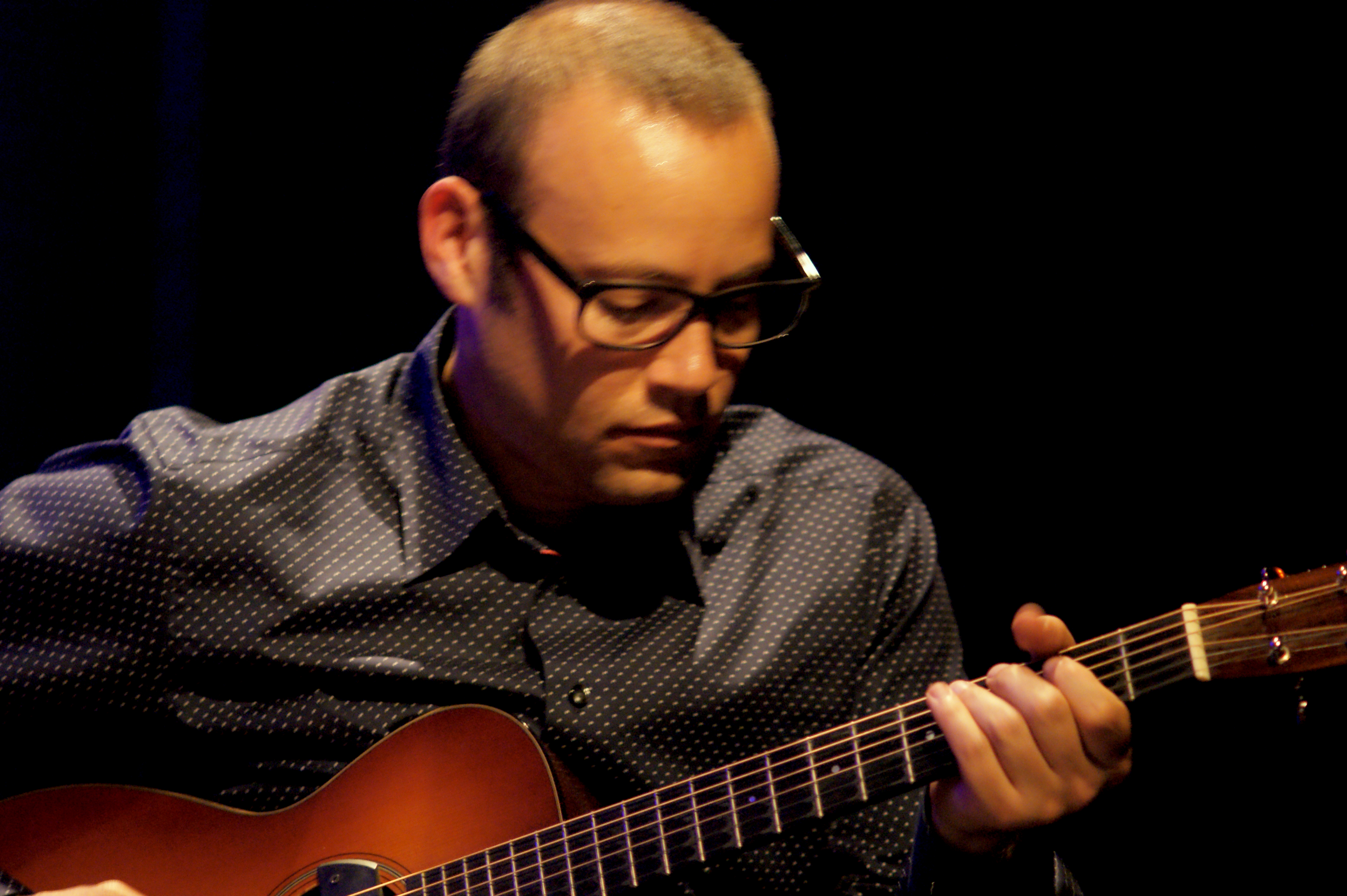
Liberty Ellman bei einem Auftritt mit Myra Melford's Snowy Egret (2013)

Phil Freeman zählte das Album in Stereogum zu den besten Neuveröffentlichungen des Jahres und schrieb, aufgrund dieser [besonderen] Kombination von Instrumenten und Threadgills einzigartiger kompositorischer Stimme habe die Musik der Gruppe eine seltsame, rasselnde Lockerheit, wenn sie ins Rollen kommt, aber in ihren ruhigeren Momenten strahle sie die pastorale Ruhe der Kammermusik aus. „Beneath the Bottom“, der mittlere Titel auf diesem, mit 38 Minuten relativ kurzen Album, zeige beide Seiten von Zooid. Das Stück sei in erster Linie eine Vorlage für José Davila, der durchgehend die Hauptrolle spiele, so der Autor. „Zuerst ist die ganze Band zusammen: Threadgill an der Flöte, Ellman und Hoffman harmonieren, Kavee stolpert mit seinem Schlagzeug hinein. Doch nach einem kurzen Trommelwirbel brechen alle aus, und die Posaune beginnt eine langsame Soloexkursion wie ein Elefant, der sich ohne wirkliches Ziel und ohne Eile durch die Landschaft schlängelt. [...] Alles ist ruhig und explorativ. Ungefähr fünf Minuten später erscheint ein Rhythmus, und sie beenden das Stück in einer Art klirrenden, mit den Füßen klopfenden Swing-Modus, der locker vom Jazz der 1920er-Jahre inspiriert zu sein scheint, mit etwas anhaltendem Bebop-Hi-Hat, um alles rauszuholen.“
Auch Mat Micucci zählte Poof zu den zehn besten Alben des Monats und schrieb in Jazziz, nach dem hochgelobten und mit dem Pulitzer-Preis prämierten Album In for a Penny, In for a Pound von 2016 kehre der inzwischen als NEA Jazz Master geehrte Henry Threadgill mit Zooid, seinem hauptsächlichen musikalischen Laboratorium der letzten zwei Jahrzehnte, zurück.
Nach Ansicht von Peter Margasak (The Quietus) klinge Henry Threadgill auf dem nach sieben Jahren Pause entstandenen Album mit Zooid flinker und vielseitiger denn je. Als er die Band gründete, wollte Threadgill jeden Musiker aus seiner Komfortzone zwingen, indem er ihnen Intervallclustern zuwies, innerhalb derer sie sich frei bewegen konnten. Von Anfang an hätten die Musiker die scheinbar starren Regeln überschritten, indem sie eine fruchtbare Gruppenbeziehung aufgebaut haben, und über zwei Jahrzehnte zusammen hätten sie Threadgills kompositorisches Gerüst verinnerlicht, „als ob sie vergessen hätten, dass ihre Fahrräder mit Stützräder versehen waren.“ Jedes dieser fünf Stücke werde als Mini-Konzert für verschiedene Instrumentenkombinationen konzipiert, wobei das Zusammenspiel immer in viel andere Aktivität eingebettet sei. Wie üblich würden die Rhythmen auf der ganzen Linie durchsickern, wobei jeder Musiker seinen eigenen Groove und seinen eigene harmonische Zuständigkeit herausarbeite. Jedes Mitglied interagiere ständig, reagiere und sporne alle anderen in der Band an. Dichte hätte selten so ansprechend geklungen, so Margasaks Resümée.
Dave Sumner schrieb in Bandcamp Daily, hasbe es Henry Threadgill sich zur Aufgabe gemacht, das Seltsame bekannt zu machen. Der Komponist und Multiinstrumentalist hat sein ganzes Leben damit verbracht, außerhalb der Grenzen des Konventionellen zu agieren und seine Visionen weiterzugeben, wie ein langjähriger Freund alte Erinnerungen weitergibt. Threadgills Zooid geben punktierten Kadenzen einen leichten Schritt und entwickeln Melodien, die sich anfühlen, als ob Licht auf sich selbst zurückgeworfen wird.
George Varga (The Diego Union-Tribune) zählte Zephyr zu den besten Jazzalben des Jahres und lobte, als Konzertstück konzipiert, kombiniere „Poof“ auf geniale Weise Elemente zeitgenössischer Kammermusik und modernsten Jazz mit periodischen Anspielungen auf Dixieland. Henry Threadgill komponiere – ähnlich wie Duke Ellington vor ihm – mit den Stärken und Persönlichkeiten seiner Bandmitglieder. Zusammen würden sie eine außergewöhnlich unverwechselbare und tadellos kalibrierte Musik entstehen lassen, die vielen Konventionen des Jazz trotze, sie gleichzeitig zelebriere und erweitere.
„Ich kann mich ehrlich gesagt an keinen einzigen Tracktitel von Threadgill erinnern, denn jedes Album klingt wie eine kontinuierliche Reise mit kurzen Rastpausen“, meinte George Grella (Star Revue). Auf diese Weise passe Poof zu den vorangegangenen Alben und mache gleichzeitig ohne die anderen keinen Sinn. Man solle es jedoch nicht einfach seiner Threadgill-Sammlung hinzufügen, man werde es nämlich erfüllender finden.